# Landkreis Trier-Saarburg

Landkreis Trier-Saarburg är ett distrikt i Rheinland-Pfalz, Tyskland.
Hela staden Trier är omsluten av distriktet men den ingår inte. I väst har regionen en gräns mot Luxemburg. Landkreis Trier-Saarburg bildades 1969/1970 genom sammanslagning av två tidigare distrikt. Stora städer i distriktet är Konz med cirka 18000 invånare samt Schweich, Hermeskeil och Saarburg. Istället för jordbruket som var dominerande under historien etablerades flera småföretag. Vinodlingen och turism har fortfarande betydelse.

## Infrastruktur
Genom distriktet går motorvägarna A1 och A64.